# لامسة قدمية

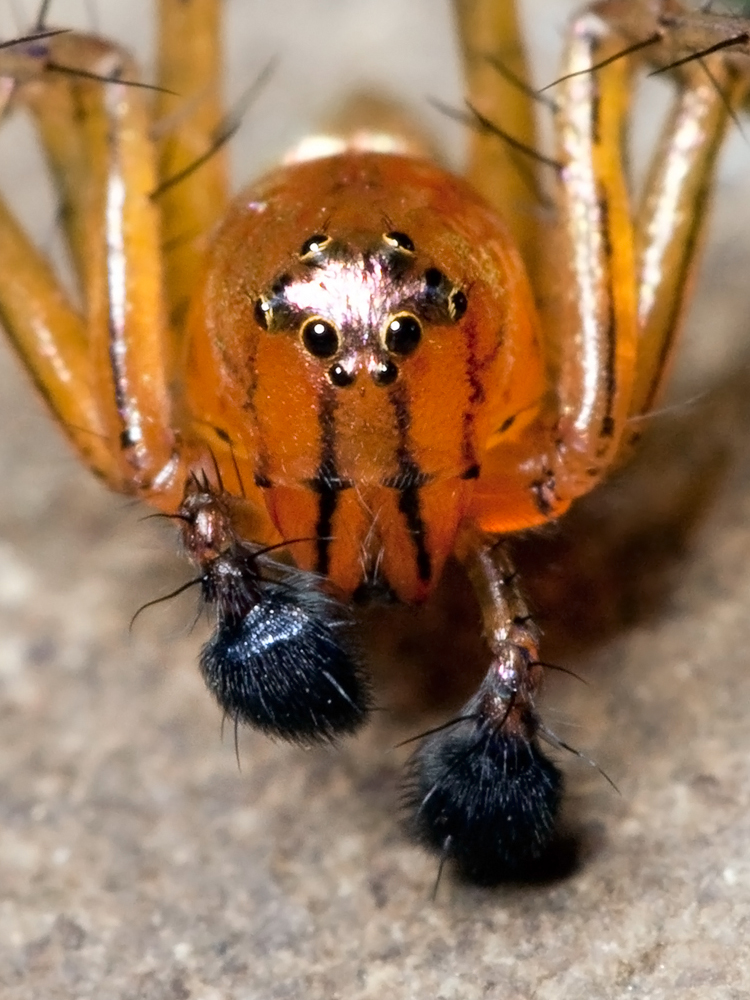
إحدى أنواع العنكبوتيات الذكور، وتظهر اللوامس بوضوح.

اللوامس القدمية وغالباً تُسمى اللوامس (بالإنجليزية: Pedipalps)‏، هي زوج من الزوائد يتواجد في بعض فصائل كلابيات القرون وهي صف من الحيوانات تتبع شعبة مفصليات الأرجل وتحتوي على عدد من الطوائف منها سيفيات الذيل والعنكبوتيات. وتوجد في موقع خلفي بالنسبة للخطافات. وهي تشبه الأرجل، لكنها أقل بقطعة واحدة. وتتكون من ستة قطاعات وهي الورك وعظم الفخذ ورضفة قصيرة ومدور واحد وساق وطرسوس. وهذه اللوامس لا تُستخدم للانتقال. اللوامس في ذكور العنكبوت تُعتبر أعضاء تزاوج مخصصة وهي تشكل في العقارب كلابيات كبيرة. وفي معظم العنكبوتيات الأخرى تكون اللوامس عبارة عن أعضاء حسيّة كما قرون الاستشعار في المفصليات الأخرى.